# Noise from the Basement
Noise from the Basement – debiutancki album kanadyjskiej piosenkarki Skye Sweetnam. Płyta została wydana 21 września 2004.

## Lista utworów
1. "Number One" (2:43)
2. "Billy S." (2:14)
3. "Tangled Up In Me" (2:52)
4. "I Don't Really Like You" (2:54)
5. "I Don't Care" (3:36)
6. "Heart Of Glass" (3:01) (cover Blondie)
7. "Sharada" (2:37)
8. "It Sucks" (2:20)
9. "Fallen Through" (3:41)
10. "Hyprocrite" (2:57)
11. "Unpredictable" (3:09)
12. "Shot To Pieces" (2:02)
13. "Smoke & Mirrors" (3:23)
14. "Split Personality" (2:03)

## Single z płyty
- "Billy S.", zrealizowany w 2003.
- "Tangled Up In Me", zrealizownay we wrześniu 2004.
- "Number One", zrealizowany w styczniu 2005.